# دير بلا
دير بلا أو دير بالا هي إحدى القرى اللبنانية من قرى قضاء البترون في محافظة الشمال.